# Roar Strand
Roar Strand (Trondheim, 2 febbraio 1970) è un ex calciatore norvegese. Detiene il record di scudetti vinti ben 16.

## Carriera
Ha all'attivo 107 presenze nella Champions League e 42 in Nazionale.
Il 17 settembre 2009 ha rinnovato il suo rapporto con il Rosenborg, firmando un contratto annuale. Il 27 novembre 2010 ha annunciato il suo ritiro dal calcio giocato.
Nel 2013 è tornato a calcare i campi da gioco, nelle file del Mosvik.

## Statistiche

### Presenze e reti nei club
Statistiche aggiornate al 12 settembre 2021. 
| Stagione         | Club             | Campionato       | Campionato | Campionato | Coppe nazionali | Coppe nazionali | Coppe nazionali | Coppe continentali | Coppe continentali | Coppe continentali | Supercoppe | Supercoppe | Supercoppe | Totale | Totale |
| Stagione         | Club             | Comp             | Pres       | Reti       | Comp            | Pres            | Reti            | Comp               | Pres               | Reti               | Comp       | Pres       | Reti       | Pres   | Reti   |
| ---------------- | ---------------- | ---------------- | ---------- | ---------- | --------------- | --------------- | --------------- | ------------------ | ------------------ | ------------------ | ---------- | ---------- | ---------- | ------ | ------ |
| 1987             | Nardo            | 5D               | ?          | ?          | -               | -               | -               | -                  | -                  | -                  | -          | -          | -          | ?      | ?      |
| 1988             | Nardo            | 4D               | ?          | ?          | -               | -               | -               | -                  | -                  | -                  | -          | -          | -          | ?      | ?      |
| Totale Nardo     | Totale Nardo     | Totale Nardo     | ?          | ?          |                 | -               | -               |                    | -                  | -                  |            | -          | -          | ?      | ?      |
| 1989             | Rosenborg        | 1D               | 12         | 0          | CN              | 4               | 3               | CC                 | 1                  | 0                  | -          | -          | -          | 17     | 3      |
| 1990             | Rosenborg        | 1D               | 19         | 6          | CN              | 7               | 0               | CU                 | 2                  | 0                  | -          | -          | -          | 28     | 6      |
| 1991             | Rosenborg        | ES               | 22         | 3          | CN              | 8               | 1               | CC                 | 2                  | 1                  | -          | -          | -          | 32     | 5      |
| 1992             | Rosenborg        | ES               | 17         | 1          | CN              | 4               | 3               | CU                 | 1                  | 0                  | -          | -          | -          | 22     | 4      |
| 1993             | Molde            | ES               | 22+2       | 9+0        | CN              | 5               | 3               | -                  | -                  | -                  | -          | -          | -          | 29     | 12     |
| 1994             | Rosenborg        | ES               | 22         | 6          | CN              | 5               | 1               | CU                 | 4                  | 2                  | -          | -          | -          | 31     | 9      |
| 1995             | Rosenborg        | ES               | 23         | 4          | CN              | 9               | 2               | UCL                | 8                  | 2                  | -          | -          | -          | 40     | 8      |
| 1996             | Rosenborg        | ES               | 23         | 3          | CN              | 3               | 0               | UCL                | 8                  | 1                  | -          | -          | -          | 34     | 4      |
| 1997             | Rosenborg        | ES               | 23         | 1          | CN              | 3               | 1               | UCL+UCL            | 2+8                | 0+4                | -          | -          | -          | 36     | 6      |
| 1998             | Rosenborg        | ES               | 23         | 12         | CN              | 5               | 1               | UCL                | 8                  | 1                  | -          | -          | -          | 36     | 14     |
| 1999             | Rosenborg        | ES               | 13         | 3          | CN              | 3               | 0               | UCL                | 8                  | 1                  | -          | -          | -          | 24     | 4      |
| 2000             | Rosenborg        | ES               | 18         | 5          | CN              | 1               | 0               | UCL+UCL            | 4+10               | 0+3                | -          | -          | -          | 33     | 8      |
| 2001             | Rosenborg        | ES               | 25         | 8          | CN              | 2               | 2               | UCL                | 8                  | 1                  | -          | -          | -          | 35     | 11     |
| 2002             | Rosenborg        | ES               | 19         | 2          | CN              | 3               | 0               | UCL                | 7                  | 0                  | -          | -          | -          | 29     | 2      |
| 2003             | Rosenborg        | ES               | 18         | 2          | CN              | 5               | 4               | UCL+CU             | 4+3                | 1+0                | -          | -          | -          | 30     | 7      |
| 2004             | Rosenborg        | ES               | 23         | 4          | CN              | 4               | 1               | UCL                | 10                 | 1                  | RL         | 2          | 0          | 39     | 6      |
| 2005             | Rosenborg        | ES               | 23         | 4          | CN              | 2               | 2               | UCL                | 7                  | 1                  | RL         | 7          | 1          | 39     | 8      |
| 2006             | Rosenborg        | ES               | 18         | 3          | CN              | 4               | 0               | CU                 | 2                  | 0                  | RL         | 4          | 0          | 28     | 3      |
| 2007             | Rosenborg        | ES               | 20         | 2          | CN              | 1               | 1               | UCL                | 8                  | 0                  | -          | -          | -          | 30     | 3      |
| 2008             | Rosenborg        | ES               | 21         | 4          | CN              | 1               | 1               | Int+CU             | 3+8                | 1+0                | -          | -          | -          | 33     | 6      |
| 2009             | Rosenborg        | ES               | 22         | 1          | CN              | 2               | 0               | UEL                | 2                  | 0                  | -          | -          | -          | 26     | 1      |
| 2010             | Rosenborg        | ES               | 13         | 3          | CN              | 4               | 0               | UCL+UEL            | 4+1                | 0                  | SN         | 1          | 0          | 23     | 3      |
| Totale Rosenborg | Totale Rosenborg | Totale Rosenborg | 417        | 77         |                 | 81              | 23              |                    | 133                | 20                 |            | 14         | 1          | 645    | 121    |
| 2013             | Mosvik           | 6D               | 7          | 3          | -               | -               | -               | -                  | -                  | -                  | -          | -          | -          | 7      | 3      |
| 2014             | Mosvik           | 6D               | 1          | 1          | -               | -               | -               | -                  | -                  | -                  | -          | -          | -          | 1      | 1      |
| 2015             | Mosvik           | 6D               | 3          | 0          | -               | -               | -               | -                  | -                  | -                  | -          | -          | -          | 3      | 0      |
| Totale Mosvik    | Totale Mosvik    | Totale Mosvik    | 11         | 4          |                 | -               | -               |                    | -                  | -                  |            | -          | -          | 11     | 4      |
| 2016             | Melhus 2         | 6D               | 2          | 1          | -               | -               | -               | -                  | -                  | -                  | -          | -          | -          | 2      | 1      |
| 2016             | Melhus           | 5D               | 1          | 1          | -               | -               | -               | -                  | -                  | -                  | -          | -          | -          | 1      | 1      |
| 2017             | Melhus           | 4D               | 4          | 6          | -               | -               | -               | -                  | -                  | -                  | -          | -          | -          | 4      | 6      |
| 2018             | Melhus           | 3D               | 9          | 1          | -               | -               | -               | -                  | -                  | -                  | -          | -          | -          | 9      | 1      |
| 2019             | Melhus 2         | 6D               | 1          | 2          | -               | -               | -               | -                  | -                  | -                  | -          | -          | -          | 1      | 2      |
| 2019             | Melhus           | 3D               | 9          | 0          | -               | -               | -               | -                  | -                  | -                  | -          | -          | -          | 9      | 0      |
| Totale Melhus    | Totale Melhus    | Totale Melhus    | 23         | 8          |                 | -               | -               |                    | -                  | -                  |            | -          | -          | 23     | 8      |
| 2021             | Melhus 2         | 5D               | 1          | 0          | -               | -               | -               | -                  | -                  | -                  | -          | -          | -          | 1      | 0      |
| Totale Melhus 2  | Totale Melhus 2  | Totale Melhus 2  | 4          | 3          |                 | -               | -               |                    | -                  | -                  |            | -          | -          | 4      | 3      |
| Totale           | Totale           | Totale           | 477+2      | 101+0      |                 | 86              | 26              |                    | 133                | 20                 |            | 14         | 1          | 712    | 148    |

### Cronologia presenze e reti in nazionale
| Cronologia completa delle presenze e delle reti in nazionale ― Norvegia | Cronologia completa delle presenze e delle reti in nazionale ― Norvegia | Cronologia completa delle presenze e delle reti in nazionale ― Norvegia | Cronologia completa delle presenze e delle reti in nazionale ― Norvegia | Cronologia completa delle presenze e delle reti in nazionale ― Norvegia | Cronologia completa delle presenze e delle reti in nazionale ― Norvegia | Cronologia completa delle presenze e delle reti in nazionale ― Norvegia | Cronologia completa delle presenze e delle reti in nazionale ― Norvegia |
| Data                                                                    | Città                                                                   | In casa                                                                 | Risultato                                                               | Ospiti                                                                  | Competizione                                                            | Reti                                                                    | Note                                                                    |
| ----------------------------------------------------------------------- | ----------------------------------------------------------------------- | ----------------------------------------------------------------------- | ----------------------------------------------------------------------- | ----------------------------------------------------------------------- | ----------------------------------------------------------------------- | ----------------------------------------------------------------------- | ----------------------------------------------------------------------- |
| 5-6-1994                                                                | Stoccolma                                                               | Svezia                                                                  | 2 – 0                                                                   | Norvegia                                                                | Amichevole                                                              | -                                                                       | 65’                                                                     |
| 25-3-1998                                                               | Bruxelles                                                               | Belgio                                                                  | 2 – 2                                                                   | Norvegia                                                                | Amichevole                                                              | -                                                                       | 67’                                                                     |
| 20-5-1998                                                               | Oslo                                                                    | Norvegia                                                                | 5 – 2                                                                   | Messico                                                                 | Amichevole                                                              | 1                                                                       | 75’                                                                     |
| 27-5-1998                                                               | Molde                                                                   | Norvegia                                                                | 6 – 0                                                                   | Arabia Saudita                                                          | Amichevole                                                              | 1                                                                       | 33’                                                                     |
| 16-6-1998                                                               | Bordeaux                                                                | Norvegia                                                                | 1 – 1                                                                   | Scozia                                                                  | Mondiali 1998 - 1º turno                                                | -                                                                       |                                                                         |
| 23-6-1998                                                               | Marsiglia                                                               | Norvegia                                                                | 2 – 1                                                                   | Brasile                                                                 | Mondiali 1998 - 1º turno                                                | -                                                                       | 46’                                                                     |
| 27-6-1998                                                               | Marsiglia                                                               | Norvegia                                                                | 0 – 1                                                                   | Italia                                                                  | Mondiali 1998 - Ottavi di finale                                        | -                                                                       | 13’ 40’                                                                 |
| 19-8-1998                                                               | Oslo                                                                    | Norvegia                                                                | 0 – 0                                                                   | Romania                                                                 | Amichevole                                                              | -                                                                       | 58’                                                                     |
| 10-10-1998                                                              | Lubiana                                                                 | Slovenia                                                                | 0 – 0                                                                   | Norvegia                                                                | Qual. Euro 2000                                                         | -                                                                       | 78’                                                                     |
| 14-10-1998                                                              | Oslo                                                                    | Norvegia                                                                | 2 – 2                                                                   | Albania                                                                 | Qual. Euro 2000                                                         | -                                                                       |                                                                         |
| 18-11-1998                                                              | Il Cairo                                                                | Egitto                                                                  | 1 – 1                                                                   | Norvegia                                                                | Amichevole                                                              | -                                                                       | 88’                                                                     |
| 20-1-1999                                                               | Ramat Gan                                                               | Israele                                                                 | 0 – 1                                                                   | Norvegia                                                                | Amichevole                                                              | -                                                                       | 24’                                                                     |
| 22-1-1999                                                               | Umm al-Fahm                                                             | Estonia                                                                 | 3 – 3                                                                   | Norvegia                                                                | Amichevole                                                              | 1                                                                       | 57’                                                                     |
| 10-2-1999                                                               | Pisa                                                                    | Italia                                                                  | 0 – 0                                                                   | Norvegia                                                                | Amichevole                                                              | -                                                                       | 67’                                                                     |
| 27-3-1999                                                               | Atene                                                                   | Grecia                                                                  | 0 – 2                                                                   | Norvegia                                                                | Qual. Euro 2000                                                         | -                                                                       | 60’                                                                     |
| 28-4-1999                                                               | Tbilisi                                                                 | Georgia                                                                 | 1 – 4                                                                   | Norvegia                                                                | Qual. Euro 2000                                                         | -                                                                       | 46’                                                                     |
| 14-11-1999                                                              | Oslo                                                                    | Norvegia                                                                | 0 – 1                                                                   | Germania                                                                | Amichevole                                                              | -                                                                       | 74’                                                                     |
| 31-1-2000                                                               | La Manga del Mar Menor                                                  | Islanda                                                                 | 0 – 0                                                                   | Norvegia                                                                | Amichevole                                                              | -                                                                       | 81’                                                                     |
| 2-2-2000                                                                | La Manga del Mar Menor                                                  | Danimarca                                                               | 2 – 4                                                                   | Norvegia                                                                | Amichevole                                                              | -                                                                       |                                                                         |
| 4-2-2000                                                                | La Manga del Mar Menor                                                  | Svezia                                                                  | 1 – 1                                                                   | Norvegia                                                                | Amichevole                                                              | -                                                                       |                                                                         |
| 23-2-2000                                                               | Istanbul                                                                | Turchia                                                                 | 0 – 2                                                                   | Norvegia                                                                | Amichevole                                                              | 1                                                                       | 87’                                                                     |
| 29-3-2000                                                               | Lugano                                                                  | Svizzera                                                                | 2 – 2                                                                   | Norvegia                                                                | Amichevole                                                              | -                                                                       | 62’                                                                     |
| 27-5-2000                                                               | Oslo                                                                    | Norvegia                                                                | 2 – 0                                                                   | Slovacchia                                                              | Amichevole                                                              | -                                                                       | 58’                                                                     |
| 3-6-2000                                                                | Oslo                                                                    | Norvegia                                                                | 1 – 0                                                                   | Italia                                                                  | Amichevole                                                              | -                                                                       | 65’                                                                     |
| 18-6-2000                                                               | Liegi                                                                   | Jugoslavia                                                              | 1 – 0                                                                   | Norvegia                                                                | Euro 2000 - 1º turno                                                    | -                                                                       | 75’                                                                     |
| 21-6-2000                                                               | Arnhem                                                                  | Slovenia                                                                | 0 – 0                                                                   | Norvegia                                                                | Euro 2000 - 1º turno                                                    | -                                                                       | 83’                                                                     |
| 2-9-2000                                                                | Oslo                                                                    | Norvegia                                                                | 0 – 0                                                                   | Armenia                                                                 | Qual. Mondiali 2002                                                     | -                                                                       | 70’                                                                     |
| 7-10-2000                                                               | Cardiff                                                                 | Galles                                                                  | 1 – 1                                                                   | Norvegia                                                                | Qual. Mondiali 2002                                                     | -                                                                       |                                                                         |
| 11-10-2000                                                              | Oslo                                                                    | Norvegia                                                                | 0 – 1                                                                   | Ucraina                                                                 | Qual. Mondiali 2002                                                     | -                                                                       |                                                                         |
| 2-6-2001                                                                | Kiev                                                                    | Ucraina                                                                 | 0 – 0                                                                   | Norvegia                                                                | Qual. Mondiali 2002                                                     | -                                                                       | 79’                                                                     |
| 6-6-2001                                                                | Oslo                                                                    | Norvegia                                                                | 1 – 1                                                                   | Bielorussia                                                             | Qual. Mondiali 2002                                                     | -                                                                       | 71’                                                                     |
| 15-8-2001                                                               | Oslo                                                                    | Norvegia                                                                | 1 – 1                                                                   | Turchia                                                                 | Amichevole                                                              | -                                                                       | 46’                                                                     |
| 1-9-2001                                                                | Cracovia                                                                | Polonia                                                                 | 3 – 0                                                                   | Norvegia                                                                | Qual. Mondiali 2002                                                     | -                                                                       | 63’                                                                     |
| 5-9-2001                                                                | Oslo                                                                    | Norvegia                                                                | 3 – 2                                                                   | Galles                                                                  | Qual. Mondiali 2002                                                     | -                                                                       |                                                                         |
| 6-10-2001                                                               | Erevan                                                                  | Armenia                                                                 | 1 – 4                                                                   | Norvegia                                                                | Qual. Mondiali 2002                                                     | -                                                                       |                                                                         |
| 13-2-2002                                                               | Bruxelles                                                               | Belgio                                                                  | 1 – 0                                                                   | Norvegia                                                                | Amichevole                                                              | -                                                                       | 62’                                                                     |
| 17-4-2002                                                               | Oslo                                                                    | Norvegia                                                                | 0 – 0                                                                   | Svezia                                                                  | Amichevole                                                              | -                                                                       | 67’                                                                     |
| 21-8-2002                                                               | Oslo                                                                    | Norvegia                                                                | 0 – 1                                                                   | Paesi Bassi                                                             | Amichevole                                                              | -                                                                       | 78’                                                                     |
| 7-9-2002                                                                | Oslo                                                                    | Norvegia                                                                | 2 – 2                                                                   | Danimarca                                                               | Qual. Euro 2004                                                         | -                                                                       | 77’                                                                     |
| 6-9-2003                                                                | Zenica                                                                  | Bosnia ed Erzegovina                                                    | 1 – 0                                                                   | Norvegia                                                                | Qual. Euro 2004                                                         | -                                                                       | 87’                                                                     |
| 11-10-2003                                                              | Oslo                                                                    | Norvegia                                                                | 1 – 0                                                                   | Lussemburgo                                                             | Qual. Euro 2004                                                         | -                                                                       |                                                                         |
| 15-11-2003                                                              | Valencia                                                                | Spagna                                                                  | 2 – 1                                                                   | Norvegia                                                                | Qual. Euro 2004                                                         | -                                                                       | 25’                                                                     |
| Totale                                                                  |                                                                         | Presenze                                                                | 42                                                                      |                                                                         | Reti                                                                    | 4                                                                       |                                                                         |

## Palmarès

### Club
- Campionato norvegese: 16

Rosenborg: 1990, 1992, 1994, 1995, 1996, 1997, 1998, 1999, 2000, 2001, 2002, 2003, 2004, 2006, 2009, 2010
- Coppa di Norvegia: 5

Rosenborg: 1990, 1992, 1995, 1999, 2003
- Superfinalen: 1

Rosenborg: 2010

### Individuale
- Centrocampista dell'anno del campionato norvegese: 1

1998